# John Webster
John Webster (ur. 1580, zm. 1634) – angielski dramaturg, autor sztuk: The White Devil (1611) i The Duchess of Malfi (1614).
Webster, ostatni wybitny dramaturg epoki elżbietańskiej, kontynuujący tradycję teatru okrutnego Thomasa Kyda, był autorem, który nie boi się pokazywać najbardziej ciemnej strony ludzkiej natury oraz cierpienia, przez co czynił swoje sztuki jednymi z najbardziej krwawych i pełnych przemocy. Współcześnie Webstera stawia się niemal na równi z Szekspirem.